# Józef Mackiewicz
Józef Mackiewicz (ur. 19 marca?/1 kwietnia 1902 w Sankt Petersburgu, zm. 31 stycznia 1985 w Monachium) – polski dziennikarz, pisarz i publicysta. Jest znany przede wszystkim jako autor 6 wydanych na emigracji powieści, w większości osadzonych w realiach Wileńszczyzny okresu obu wojen światowych; wydał także trzy tomy publicystyki politycznej. Na emigracji budził ogromne kontrowersje w związku z oskarżeniem o wojenną kolaborację z Niemcami i wyrokiem śmierci wydanym na niego przez konspiracyjny sąd specjalny. Ze względu na swój bezkompromisowy i radykalny antykomunizm, Mackiewicz był w PRL objęty zakazem cenzorskim i niemal do końca życia pozostawał całkowicie nieznany. W kraju zyskał ogromną popularność dzięki wydawnictwom bezdebitowym lat 80. Obecnie jego twórczość jest ceniona przez krytykę historycznoliteracką za oryginalną formułę powieści historycznej, naturalizm opisu, epicki rozmach, polifoniczną narrację oraz refleksję dotyczącą zmierzchu wielokulturowej tradycji ziem byłego Wielkiego Księstwa Litewskiego. Głosy krytyczne wskazują na stronnicze przedstawienie rzeczywistości historycznej, chaotyczną konstrukcję powieści oraz na ich bardziej publicystyczny niż literacki charakter.

## Życiorys

### Wstępni
Gałąź rodu Mackiewiczów z przydomkiem Jańcza, pieczętująca się herbem Bożawola, wywodziła się z Grodzieńszczyzny; Jan Mackiewicz miał majątek w Bersztach i w początkach XIX wieku był sędzią w Lidzie. Jego syn i dziadek Józefa, Bolesław Mackiewicz (?–?), należał do zubożałej szlachty. Ożenił się z Wilhelminą Antoniewicz (1840–?), wcześnie osieroconą szlachcianką wychowywaną początkowo przez Wawrzyńca Puttkamera, męża Maryli Wereszczakówny; jej majątek w znacznej części przepadł na skutek niegospodarności opiekuna. Bolesław był urzędnikiem pocztowym w Wilnie. Prawdopodobnie wziął udział w powstaniu styczniowym, po którym został skazany na osiedlenie w Rosji; zmarł w Saratowie.
Bolesław i Wilhelmina mieli piątkę dzieci. Jednym z nich był Antoni (1860–1914), wychowywany w dzieciństwie przez rodzinę Antoniewiczów. Jako nastolatek uciekł z domu, zarabiał początkowo jako pomocnik maszynisty, jako pomocnik w sklepie z winem, był komiwojażerem, a następnie współzałożycielem i potem dyrektorem firmy Fochts i Ska, zajmującej się handlem winami. W połowie lat 90. Antoni mieszkał w Petersburgu, gdzie znajdowała się siedziba firmy. Wtedy też podczas pobytu w Krakowie poznał Marię Pietraszkiewicz (1874–1932), z którą wziął ślub w roku 1896.
Maria pochodziła ze szlacheckiej rodziny wywodzącej się z Kijowszczyzny. Jej ojciec i matczyny dziadek Józefa, Ksawery Pietraszkiewicz (1814–1887), był uczestnikiem spisku Konarskiego; aresztowany i skazany, spędził lata w przymusowej rosyjskiej służbie wojskowej. Po ślubie w roku 1854 z Teofilą Górską (?–1902) i po kilkunastoletnim okresie w Kijowie, w roku 1870 para osiadła w Krakowie, gdzie prowadziła pensję dla panien z ziem ukrainnych. Maria wychowywana była nie tylko w rodzinie bardzo patriotycznej, ale także w kontakcie z wieloma luminarzami sztuki i kultury polskiej, odwiedzającymi krakowski dom Pietraszkiewiczów.

### Dzieciństwo i lata szkolne
Po ślubie Antoni i Maria zamieszkali w Petersburgu. Firma Mackiewicza nie należała do szczególnie dużych, powodziło im się dobrze i należeli do średniej burżuazji; mieli sześciopokojowe mieszkanie, służbę i własne konie pociągowe. W roku 1896 urodził im się syn Stanisław, w roku 1900 córka Seweryna, a w roku 1902 syn Józef. Rodzina mieszkała w Petersburgu 11 lat. Przyczyny przenosin w roku 1907 do Wilna nie są dobrze znane; wg jednej z teorii powodem były obawy o zdrowie chorowitego Józefa, któremu jakoby nie sprzyjał petersburski klimat.
W Wilnie Mackiewiczowie nie kupili mieszkania w kamienicy w centrum miasta, ale stosunkowo skromny parterowy dom z poddaszem i ogrodem w peryferyjnej dzielnicy Markucie. Rodzina utrzymywała bony do dzieci, prowadziła dość ożywione życie towarzyskie, a w latach 1910–1911 Maria z dziećmi odbyła wielomiesięczną podróż na Lazurowe Wybrzeże. W roku 1912 Józef rozpoczął naukę w prestiżowym prywatnym tzw. gimnazjum Winogradowa, gdzie uczyło się już jego starsze rodzeństwo. Szczęśliwy okres zakończył się w roku 1914; zmagający się z kłopotami zdrowotnymi Antoni zmarł w maju, co postawiło pod znakiem zapytania perspektywy finansowe rodziny.
Losy Józefa w okresie wojennym są niejasne. Sam Mackiewicz, aplikując kilka lat potem o przyjęcie na Uniwersytet Warszawski, pisał, że w roku 1915 wyjechał do Moskwy, gdzie zostało ewakuowane jego gimnazjum i gdzie w roku 1918 zdał maturę. Jednak wg biografów po wkroczeniu do Wilna wojsk niemieckich w roku 1915 Józef przeniósł się do nowo założonego, prywatnego polskiego gimnazjum. Zdaniem jednego z historyków w latach 1915–1918 mieszkał i uczył się w Wilnie; zdaniem innego, od roku 1915 mieszkał w zaprzyjaźnionym majątku na Kowieńszczyźnie, uczył się z pomocą korepetytora, a do Wilna przyjeżdżał jedynie zdawać egzaminy.

### Żołnierz
Gdy w początkach stycznia 1919 roku do Wilna zbliżała się Armia Czerwona, Mackiewicz przebywał na znajdującej się nadal pod okupacją niemiecką Kowieńszczyźnie. Koleją przedostał się do Łap, gdzie zgłosił się na ochotnika do 10. pułku ułanów, wchodzącego w skład Dywizji Litewsko-Białoruskiej. Po przeszkoleniu wiosną 1919 brał udział w operacjach na bliżej nieokreślonym odcinku frontu polsko-radzieckiego i został prawdopodobnie ranny w głowę. Po okresie leczenia szpitalnego w czerwcu 1919 przeniósł się do 13. pułku ułanów pod dowództwem Jerzego Dąbrowskiego; w tej jednostce brał udział w walkach na Nowogródczyźnie i na zachodnim Polesiu.
Jesienią 1919 Mackiewicz powrócił do Wilna jako „kurier zewnętrzny”; jego biograf uważa, że w tym okresie „jego praca sprowadzała się do pobierania żołdu w zamian za pozostawanie w dyspozycji II oddziału dowództwa frontu”. Według biogramu, który sam napisał, po pewnym czasie zwolnił się z wojska, „chcąc się poświęcić dalszym studjom”, nic o nich jednak nie wiadomo. Mackiewicz wrócił do służby liniowej w lipcu 1920 roku, kiedy do Wilna na nowo zbliżały się oddziały radzieckie.
Przebieg dalszej służby Mackiewicza jest niejasny. Według jednej wersji jego pułk został rozbity pod Oranami; Mackiewicz błąkał się kilka dni po okolicy, aż został zatrzymany przez oddziały litewskie. Dowodził nimi kuzyn, Jurgis Matulaitis. W wyniku jego interwencji ułan został odstawiony do więzienia w Wilnie, które w międzyczasie Armia Czerwona przekazała Litwie. Za kratkami Mackiewicz przebywał do końca sierpnia 1920, kiedy za poręczeniem ojca Jurgisa został zwolniony do domu. Po wkroczeniu do Wilna oddziałów Żeligowskiego po raz trzeci wstąpił do pułku Dąbrowszczaków, ale nie wiadomo, czy brał jeszcze udział w walkach. Według drugiej wersji Mackiewicz latem i jesienią 1920 brał udział w walkach odwrotowych na północnym Mazowszu, docierając w okolice Płocka; następnie uczestniczył w ofensywie od Płońska do Augustowa.

### Student
Latem 1921 Mackiewicz złożył podanie o przyjęcie na Wydział Filozoficzny Uniwersytetu Warszawskiego; twierdził wówczas, że maturę zdał w Moskwie, ale że odpowiednie dokumenty zaginęły. Dzięki poparciu profesora Konstantego Janickiego został przyjęty i studiował zoologię, słuchając m.in. wykładów z morfologii i zoologii systematycznej, botaniki, psychologii, anatomii i embriologii; szczególnie jednak interesowały go wykłady dotyczące ornitologii. Pracował również nad uporządkowaniem zbiorów ornitologicznych Państwowego Muzeum Przyrodniczego w Warszawie, krótko na polecenie Janickiego pracował też w miejscowym muzeum w Białowieży. Z niejasnych powodów Mackiewicz przerwał studia w Warszawie; jego biograf podejrzewa problemy finansowe, zwłaszcza że matka w tym okresie sprzedała dom w Wilnie i przeniosła się do mieszkania na prowadzonej przez siebie pensji. Mackiewicz wrócił do Wilna latem 1922 roku.
Kariera akademicka Mackiewicza w Wilnie jest niejasna. Na podstawie jego własnych enuncjacji biografowie sądzą, że wstąpił na Uniwersytet Stefana Batorego, najprawdopodobniej na wydział matematyczno-przyrodniczy i najprawdopodobniej przed semestrem zimowym 1922/1923. Jeden autor pisze ostrożnie, że „studiował nauki przyrodnicze”, inny historyk literatury twierdzi zdecydowanie, że „studiował ornitologię”. Jak dotąd w archiwaliach USB nie odnaleziono dokumentów, weryfikujących tezę o wileńskich studiach Mackiewicza. Nie wiadomo też – jeśli faktycznie studiował – kiedy Mackiewicz zrezygnował ze studiów. Wiadomo, że już od roku 1922 pisywał do prowadzonego przez brata wileńskiego dziennika „Słowo”. Według pisanej własną ręką noty biograficznej porzucił nauki ścisłe po przeczytaniu Straconych złudzeń Balzaka, po czym wybrał karierę dziennikarską. Nie wiadomo, czy zawarty w tajemnicy przed rodziną ślub w roku 1924 z nauczycielką Antoniną Kopańską miał związek z przerwaniem studiów i poświęceniem się pracy zawodowej. Jeden z historyków sądzi, że Mackiewicz studiów nie ukończył „z powodów finansowo-rodzinnych”, ale że uzyskał absolutorium.

### Dziennikarz, lata 20.

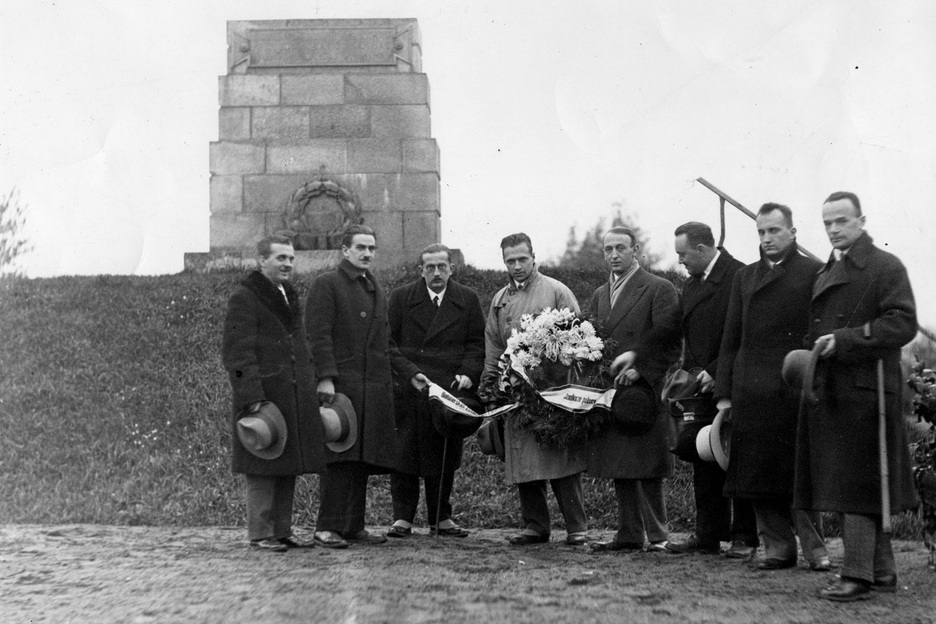
Mackiewicz (drugi z lewej) w Dźwińsku, okres międzywojenny

Początkowo Mackiewicz wykonywał w „Słowie” zadania korektorskie i organizacyjne, podejmował się także prostych prac redaktorskich. Jego własne teksty ograniczały się w tym okresie do recenzji teatralnych. W nieokreślonym czasie, ale najprawdopodobniej w pierwszej połowie lat 20., przeszedł na etat i zaczął otrzymywać stałą pensję, będącą podstawą jego utrzymania; małżeństwo Mackiewiczów żyło bardzo skromnie. Współpracował luźno, jako „korespondent prowincjonalny”, z „Kurierem Wileńskim” i być może sporadycznie z innymi lokalnymi tytułami. Około połowy lat 20. jego związek z Antoniną rozpadł się, choć formalnie pozostali małżonkami jeszcze 50 lat, do śmierci tej ostatniej. Przyczyny rozpadu małżeństwa są nieznane. Oboje utrzymywali poprawne kontakty ze względu na córkę (ur. 1925); żaden z biografów nie wspomina jednak, aby to ojciec wychowywał Halinę.
W drugiej połowie lat 20. Mackiewicz był już częstym autorem zamieszczanych w „Słowie” tekstów i jego pozycja w gazecie – niezależnie od roli redaktora naczelnego, jaką pełnił brat Stanisław – była dość mocna. Materiały Mackiewicza miały zróżnicowany charakter; były to komentarze do bieżących wydarzeń, artykuły analityczne dotyczące wątków gospodarczych, politycznych i społecznych, przede wszystkich związanych z Wileńszczyzną, oraz reportaże. Niekiedy publikował też wywiady, teksty wspomnieniowe i artykuły biograficzne. Znaczna część tych materiałów publikowana była pod pseudonimami, inicjałami lub anonimowo. Pod koniec dekady Mackiewicz związał się ze starszą od niego o 5 lat linotypistką „Słowa” Wandą Żyłowską; miał z nią drugą córkę, Idalię (ur. 1931). Ten niesformalizowany związek także rozpadł się dość szybko i ponownie to matka wychowywała córkę. Charakter późniejszych przedwojennych relacji między Józefem a Wandą jest nieznany, choć wiadomo, że do czasu wyjazdu z Wilna ojciec utrzymywał kontakt z Idalią i m.in. zapraszał ją do siebie.

### Dziennikarz i literat, lata 30.

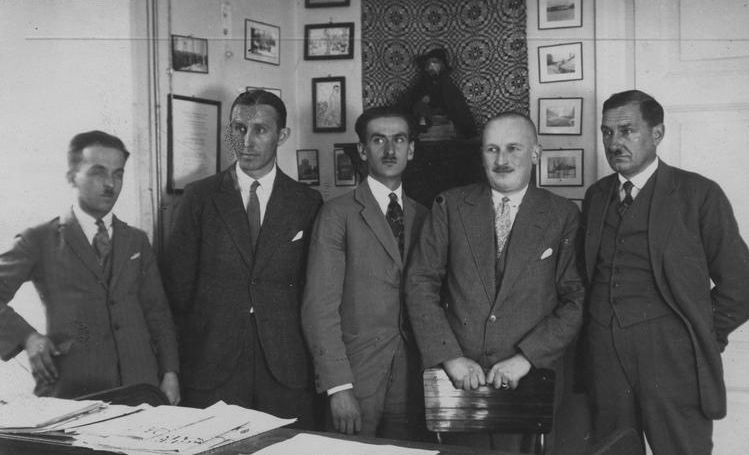
Redakcja „Słowa”, Mackiewicz w środku, ok. 1937

W latach 30. Mackiewicz zaczął specjalizować się w reportażu; podróżował głównie po terenach województw wileńskiego, nowogródzkiego i poleskiego, choć niekiedy jeździł też do Polski centralnej czy na Pomorze. Jak twierdził, w ciągu roku zdarzało mu się przebyć 26 tys. kilometrów. Stał się postacią stosunkowo znaną w kręgach literackich i dziennikarskich Wilna. W mieście często bywał w wysokich butach z cholewami i samodziałowym płaszczu; niektórym przypominał archetypicznego drobnego szlachetkę. We wspomnieniach z tego okresu pojawia się jako człowiek mrukliwy, ale wieczorami odwiedzający restauracje; partnerka prosiła go, by choć raz w tygodniu się nie upijał. Miłosz określił go potem jako typ „awanturnika cichego”, swoistego Rejenta Milczka.
Od początku lat 30. Mackiewicz próbował swoich sił w literaturze pięknej. W roku 1931 wspólnie z Kazimierzem Leczyckim napisał dramat Pan poseł i Julia, który trafił na scenę Teatru Miejskiego. W roku 1933 razem z innymi dziennikarzami „Słowa” publikował jako „Felicja Romanowska” Wileńską powieść kryminalną, pastisz powieści sensacyjnej z licznymi odniesieniami do miejscowej socjety. Utwór ten stał się przyczynkiem do mającego podteksty polityczne konfliktu między dziennikarzami „Słowa” a kręgiem sympatyzującym z prorządowym „Kurierem Wileńskim”. W roku 1936 opublikował zbiór opowiadań pt. 16-go między trzecią a siódmą, a w 1938 Bunt rojstów, wybór drukowanych wcześniej w „Słowie” reportaży.
W roku 1934 Mackiewicz związał się z pochodzącą z Warszawy i niedawno zatrudnioną w „Słowie” dziennikarką, Barbarą Toporską. Za jej pieniądze w 1935 lub 1936 kupili drewniany dom z ogrodem w Czarnym Borze, wsi położonej ok. 10 km na południe od Wilna. W roku 1938 Mackiewicz przeszedł na prawosławie. Jak przypuszcza biograf, prawdopodobnie chodziło o sformalizowanie związku; ponieważ w obrządku rzymskokatolickim pozostawał mężem Antoniny, wybrał konwersję i ślub prawosławny. Inni autorzy uważają, że Mackiewicz zmienił wyznanie w proteście przeciw polityce państwa wobec prawosławia.

### Okupacja litewska i radziecka
Latem 1939 Mackiewicz nie został powołany do wojska i po agresji niemieckiej na Polskę pracował nadal jako dziennikarz „Słowa”. Na wieść o agresji ZSRR na Polskę uciekł na Litwę, gdzie został krótko internowany w obozie dla oficerów w Wiłkomierzu. Po wypuszczeniu wraz z Toporską mieszkał krótko u znajomych w Kownie, rozważając wraz z bratem m.in. wyjazd do Francji; Stanisław istotnie przedostał się na Zachód. W połowie października Józef napisał do kowieńskiego dziennika „Lietuvos žinios” tekst, w którym wzywając do porozumienia polsko-litewskiego twierdził, że armia litewska będzie powitana w Wilnie z radością.
W końcu października lub w początkach listopada 1939 powrócił do przekazanego już Litwie przez ZSRR Wilna i podjął zabiegi o wydawanie polskiego dziennika; dzięki pomocy finansowej znajomych pod koniec listopada zmaterializował się on jako „Gazeta Codzienna”, a Mackiewicz był jej redaktorem naczelnym. Dziennik deklarował profil krajowy; zmagał się tak z ostracyzmem znacznej części Polaków, piętnujących kolaborację z litewskim okupantem, jak z cenzurą litewską. Mackiewicz był redaktorem naczelnym do kwietnia 1940, kiedy zrezygnował; do lata współpracował już tylko jako dziennikarz.
Po okupacji Litwy przez Armię Czerwoną i jej aneksji przez ZSRR latem 1940 Mackiewicz zrezygnował z pracy dziennikarskiej, choć „Gazeta Codzienna” wychodziła jeszcze do sierpnia. Kupił wóz i konia oraz rozpoczął pracę przy wyrębie i zwózce drzewa, dodatkowo żyjąc z wyprzedaży, wywozu śniegu z Wilna, wycinki darni, przemytu i innych przygodnych prac. Został wezwany do wileńskiej siedziby NKWD; w stosunkowo uprzejmym tonie namawiano, by „Josif Antonowicz” powrócił do pracy dziennikarskiej i nadal publikował w prasie wileńskiej. Według własnej relacji Mackiewicz odmówił, nie spotkały go jednak żadne represje. Kiedy w czerwcu 1941 Niemcy zaatakowały ZSRR, Mackiewicz nadal pracował jako drwal i furman.

### Okupacja niemiecka
Po zajęciu Wilna przez Wehrmacht Niemcy zaproponowali Mackiewiczowi wydawanie koncesjonowanego pisma w języku polskim, jednak ten stanowczo odmówił. Pismo takie, pt. „Goniec Codzienny”, zaczęło wychodzić w lipcu. Istnieje teoria, że Mackiewicz był jego redaktorem naczelnym, czemu ten stanowczo zaprzeczał; większość współczesnych historyków literatury przyjmuje wersję Mackiewicza. W okresie od lipca do października 1941 Mackiewicz opublikował w „Gońcu” 7 podpisanych inicjałami tekstów, wszystkie o wybitnie antysowieckim charakterze. Mieszkał z Toporską nadal w Czarnym Borze, utrzymując się z wyprzedaży rzeczy, handlu samogonem i drobnych prac przygodnych; nie ma żadnych informacji o jego ewentualnym zaangażowaniu ani we współpracę z władzami okupacyjnymi, ani z polską konspiracją.
W roku 1942 lub 1943 roku działający w imieniu Rzeczypospolitej podziemny Wojskowy Sąd Specjalny skazał m.in. Mackiewicza jako współredaktora „Gońca” na karę śmierci za współpracę z okupantem. Mackiewicz piętnowany był też w podziemnej prasie polskiej. W marcu 1943 zespół AK wykonał wyrok na innym ze skazanych, Czesławie Ancerewiczu. Wyrok na Mackiewiczu nie został wykonany, a przyczyny i mechanizmy całego postępowania pozostają niejasne.
Po ujawnieniu zbrodni katyńskiej Niemcy zaproponowali Mackiewiczowi dziennikarski wyjazd do Katynia. Po uzyskaniu zgody Komendy Okręgu AK w maju 1943 Mackiewicz pojechał na miejsce zbrodni, a w początkach czerwca „Goniec Codzienny” opublikował obszerny z nim wywiad. W rozmowie Mackiewicz stronił od wątków politycznych i koncentrował się na tym, co zobaczył. W późniejszym okresie Mackiewicz nie wypowiadał się już publicznie, a począwszy od stycznia 1944 roku podjął starania o uzyskanie przepustki na wjazd do Generalnego Gubernatorstwa. Dzięki pomocy Władysława Studnickiego przepustkę taką uzyskał wiosną. Wraz z Toporską sprzedał ruchomości a dom w Czarnym Borze pozostawił pod opieką sąsiada; w maju 1944 para wyjechała do GG.

### Ucieczka na zachód
W maju 1944 Mackiewicz i Toporska dotarli do Warszawy. Przy pomocy finansowej m.in. Dominika Horodyńskiego, Stanisława Rostworowskiego i Edmunda Moszyńskiego Mackiewicz założył podziemne pismo „Alarm”; jego celem było ostrzeżenie przez groźbą okupacji radzieckiej. Wydano jedynie 3 numery. Spotykał się kilkakrotnie z przedstawicielami struktur podziemnych, tak rządowych jak niezależnych; myślał o wydaniu białej księgi dokumentującej rządy radzieckie na Litwie i starał się jednoznacznie przedstawiać ZSRR jako śmiertelnego wroga Polski. Traktowano go z dużą ostrożnością. Mackiewicz z Toporską wyjechali z Warszawy do Krakowa w południe 31 lipca; nie wiadomo czy zdawali sobie sprawę z przygotowań do wybuchu powstania.
W Krakowie Mackiewicz podjął współpracę z hr. Adamem Ronikierem, który założył nieformalne Biuro Studiów; komórka ta oprócz pomocy Polakom miała też zajmować się studiami politycznymi. W październiku Biuro wydało w konspiracji broszurę Mackiewicza Optymizm nie zastąpi nam Polski; priorytetyzowała ona walkę z Sowietami ponad walkę z Niemcami i argumentowała, że mocarstwa zachodnie zgodziły się już na wejście Polski do radzieckiej strefy wpływów, nie wzywała jednak explicite do współpracy z III Rzeszą. Mackiewicz kontaktował się też z wydającym filoniemieckie pismo Janem E. Skiwskim, ale nie podjął z nim współpracy.
Gdy Armia Czerwona wkraczała do Krakowa, 18 stycznia 1945, Mackiewicz pieszo uciekał z miasta na południe. Przez Kalwarię Zebrzydowską para dostała się do czeskiego Bogumina, skąd za łapówkę przejechała pociągiem do Wiednia. Po kilkutygodniowym pobycie w byłej stolicy Austrii w drugiej połowie lutego jako fikcyjni członkowie Ostturkmenische Waffen-SS Mackiewicz i Toporska wyruszyli wojskowym transportem kolejowym do Włoch, a w końcu lutego lub w początkach marca 1945 roku dotarli do Mediolanu. Tam też doczekali w kwietniu 1945 zmiany władzy i przejęcia kontroli nad miastem przez włoską partyzantkę i aliantów.

### Rzym i Londyn
Późną wiosną 1945 Mackiewicz przeniósł się z Mediolanu do Rzymu, gdzie podjął współpracę z Biurem Studiów II Korpusu. Jego napisana jeszcze w Wilnie powieść została odrzucona. Pismo korpuśne „Orzeł Biały” odmówiło dalszego drukowania jego artykułów, a w polskim środowisku narastały zarzuty związane z domniemaną kolaboracją Mackiewicza. Ich konsekwencją było zorganizowanie przez Syndykat Dziennikarzy Polskich sądu koleżeńskiego; Mackiewicz otrzymał naganę za artykuł w „Lietuvos Žinios”, a z zarzutu kolaboracji został uniewinniony.
W roku 1947 Mackiewicz i Toporska przenieśli się z Rzymu do Londynu. Podjęli tam współpracę z tygodnikami „Wiadomości” oraz „Lwów i Wilno”, drukującymi teksty pomimo narastającej krytyki Mackiewicza; nie bez związku pozostaje fakt, że ten ostatni periodyk redagował brat Józefa, Stanisław. W latach 1948–1949 różne organizacje polskie usiłowały postawić Mackiewicza przed Obywatelską Komisją Orzekającą; ponieważ ten odmówił współpracy, postępowanie zawieszono.
Na zamówienie Biura Studiów Mackiewicz zredagował pracę Zbrodnia katyńska w świetle dokumentów; z przedmową Władysława Andersa została ona wydana bez podania autora w Londynie w roku 1949. Mackiewicz napisał bardziej narracyjną wersję, wydaną już pod własnym nazwiskiem w Szwajcarii (1949), Wielkiej Brytanii (1951) i USA (1952); wszystkie okazały się sukcesem. W roku 1952 Toporska podjęła stałą współpracę z sekcją polską Voice of America; pozwoliło to na stabilizację finansową pary, a Toporska zlikwidowała punkt repasacji pończoch, który prowadziła.
W roku 1952 Mackiewicz zeznawał przed komisją śledczą Kongresu USA, badającą sprawę zbrodni katyńskiej. W tym samym roku wstąpił do międzynarodowego PEN-Clubu. W roku 1953 Mackiewicz i Toporska zamieszkali w Brighton; przyczyny ich przeprowadzki do nadmorskiego kurortu są nieznane. Mieszkali tam jednak krócej niż 2 lata; w roku 1955 para przeniosła się do Monachium.

### Monachium: wczesne lata
Przeprowadzka do Monachium motywowana była względami praktycznymi. Toporska znalazła się w mieście, gdzie od roku miał siedzibę Głos Ameryki, jej pracodawca. Mackiewicz z kolei miał zaaranżowaną pracę w The Munich Institute for the Study of the USSR, amerykańsko-brytyjskiej placówce sowietologicznej. Mimo że miał już przygotowany pokój i biurko, ostatecznie jednak nie został zatrudniony. Para zamieszkała w sublokatorskich dwu pokojach na piętrze kamienicy na Nibelungstrasse 16. Po siedmiu latach przenieśli się na Windeckstrasse 21, do dwu pokoi na parterze willi, będącej własnością zaprzyjaźnionej niemieckiej pary.
W roku 1955 Mackiewicz wydał w londyńskim Orbisie swoje pierwsze powieści, Drogę donikąd i Karierowicza. W roku 1957 opublikował w paryskim Instytucie Literackim Kontrę. W tym samym roku Dno nieba, opowieść, którą napisał dla swojego przyjaciela lotnika Romana Lutosławskiego, została przez tego ostatniego i pod jego nazwiskiem wydana w Polsce. W tym samym roku ukazały się niemieckie tłumaczenia Drogi i Kontry, a w 1958 niemieckie wznowienie Katynia. Tantiemy za te wydania zasiliły finanse pary; jednak w 1958 zlikwidowano monachijską radiostację VoA, a zarobki Barbary spadły z 300 $ do 120 $.
W roku 1959 Mackiewicz wystąpił z PEN-Clubu w proteście przeciw stanowisku organizacji wobec reżimów komunistycznych; zamiast tego udzielał się w alternatywnym PEN-Club im Exil. W tym samym roku w plebiscycie Wiadomości został wybrany do Polskiej Akademii Literatury; odtąd będzie okresowo podróżował do Londynu na jej posiedzenia. W początkach lat 60. otrzymał dwie nagrody, fundowane przez polskie środowiska emigracyjne. W roku 1962 w londyńskim wydawnictwie Świderski opublikował Sprawę pułkownika Miasojedowa, a własnym sumptem Zwycięstwo prowokacji, przetłumaczone na niemiecki w 1964. Okres względnej stabilizacji zakończył się, gdy u Toporskiej zdiagnozowano raka. VoA najpierw odmówiła pomocy w postaci zaliczek, a po przebytej w 1964 operacji zredukowała zarobki do 70 $.

### Monachium: wiek emerytalny
Od połowy lat 60. Mackiewicz negocjował z producentem filmowym Józefem Frydem ekranizację kinową Sprawy. Korespondencja trwała latami; ostatecznie na przełomie dekad i z nieznanych przyczyn projekt zarzucono. W roku 1965 Mackiewicz w londyńskiej Polskiej Fundacji Kulturalnej wydał Lewą wolną; w tym samym roku ukazało się amerykańskie wydanie Drogi donikąd. W drugiej połowie lat 60. Miłosz usiłował pomóc w wydaniu w USA innych powieści Mackiewicza, ale bezskutecznie; skarżył się na przeciwdziałanie niektórych środowisk emigracyjnych. W roku 1967 Pfeiffer Verlag wydał niemiecką wersję Sprawy, a w roku 1969 Instytut Literacki opublikował Nie trzeba głośno mówić, powieść która wzbudziła szczególne kontrowersje.
Druga połowa lat 60., a zwłaszcza okres 1969–1971, przyniósł nasilenie krytyki Mackiewicza, animowanej zwłaszcza przez Stefana Korbońskiego i Jana Nowaka-Jeziorańskiego. Jej kulminacją było wydanie książki Pod pręgierzem, odpowiedzi na wcześniejszą broszurę Mackiewicza. Bywał na dorocznych polsko-niemieckich forach dyskusyjnych w Lindenfels, nadal publikował w Wiadomościach i brał udział w posiedzeniach Akademii. Był laureatem dwu kolejnych nagród. W roku 1970 w Londynie powstało prowadzone przez zaprzyjaźnione małżeństwo Szechterów wydawnictwo Kontra; to ono dwa lata potem wydało W cieniu krzyża. W roku 1971 prezydent August Zaleski oznaczył Mackiewicza Komandorią Orderu Polonia Restituta, co nieco stonowało emigracyjną krytykę.
W roku 1973 zmarła Antonina Kopańska; wkrótce potem Mackiewicz i Toporska zawarli ślub katolicki. Żyli w tym czasie bardzo skromnie, co rzucało się w oczy nawet członkom rodziny przybywającym z Polski. Na Florydzie powstało Koło Przyjaciół Józefa Mackiewicza, które część składek przekazywało na wsparcie pisarza. W roku 1975 wydział slawistyki University of Kansas, inspirowany przez Jadwigę Maurer, zgłosił Mackiewicza do Nagrody Nobla; nie wiadomo, czy szwedzka Akademia poważnie rozpatrywała jego kandydaturę. W roku 1975 Mackiewicz wydał w Kontrze Watykan w cieniu czerwonej gwiazdy.

### Monachium: starość

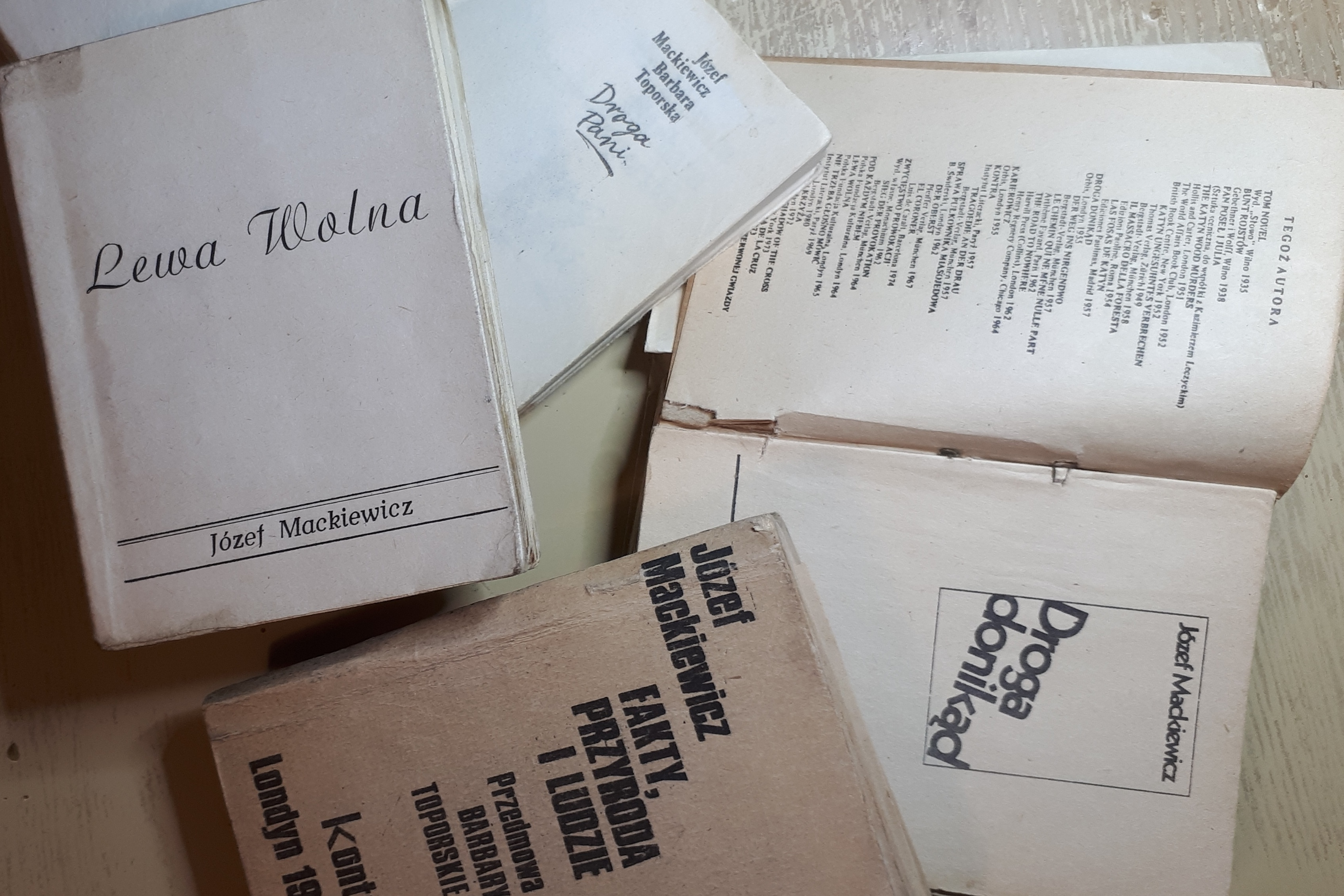
Bezdebitowe wydania książek Mackiewicza z lat 1983–1985

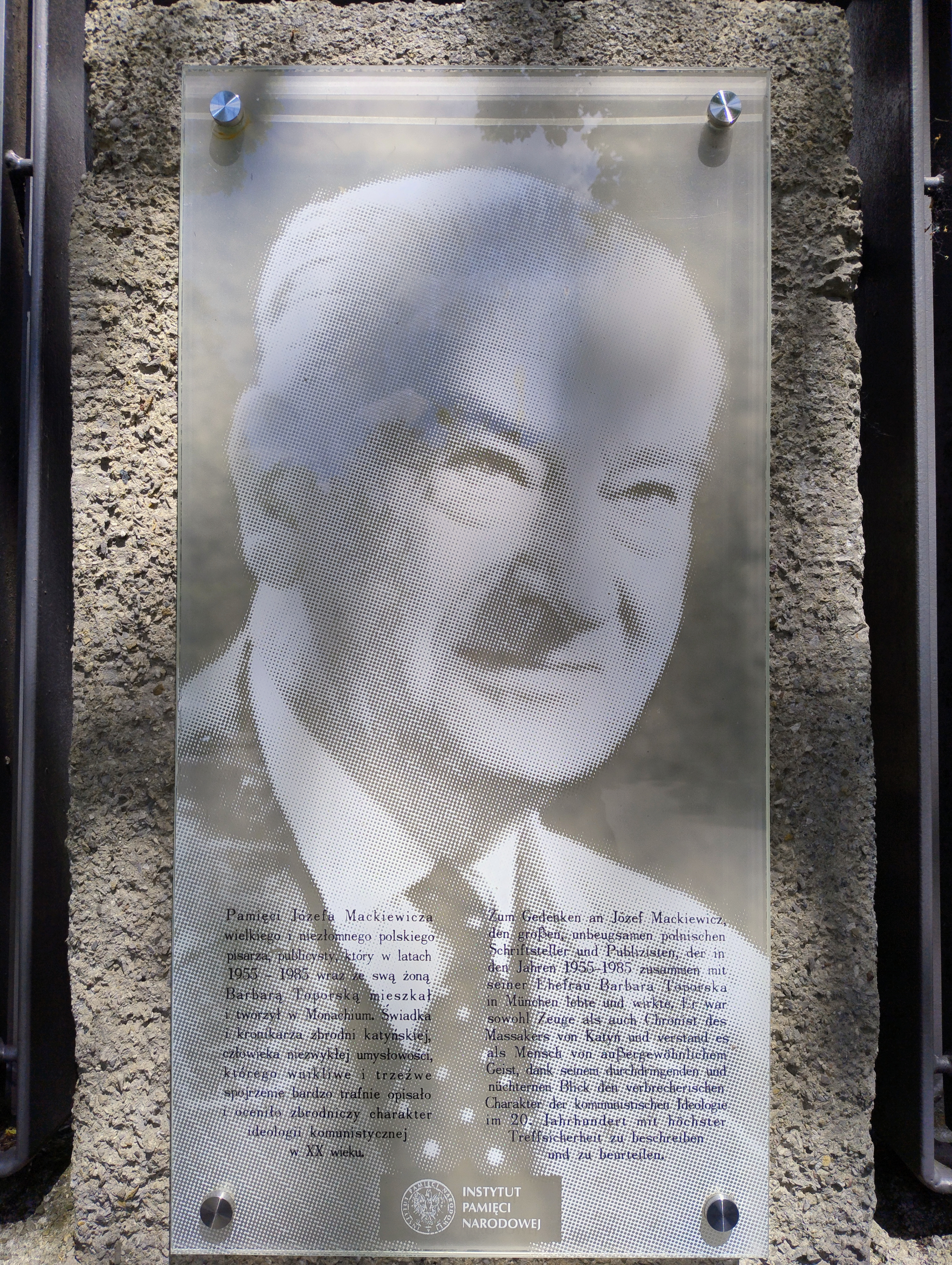
Tablica poświęcona pamięci Józefa Mackiewicza na ogrodzeniu Konsulatu Generalnego RP w Monachium

W drugiej połowie lat 70. stosunki Mackiewicza ze środowiskiem literackiego Londynu zaczęły się psuć; do otwartego konfliktu doszło w roku 1979, kiedy Mackiewicz zrezygnował z członkostwa w Akademii; był to protest przeciw dopuszczaniu do konkursów literackich prac autorów krajowych, co Mackiewicz uznał za sprzeczne ze statutem. Od tego czasu przestał publikować w Wiadomościach i odwiedzać Londyn. W roku 1980 Toporska zwróciła się do Muzeum Polskiego w Rapperswilu z prośbą o pośmiertną opiekę nad spuścizną jej i męża; ponieważ otrzymała odpowiedź pozytywną, rozpoczęto uzgadnianie szczegółów.
Oboje małżonkowie byli w coraz gorszym stanie zdrowia. Toporska systematycznie leczyła się onkologicznie, ale postanowiła zarzucić regularne kuracje, by opiekować się mężem, który przy postępującej wadzie wzroku nie mógł pozostawać sam; jej zdaniem opieka nad Mackiewiczem spowalniała postępy jej własnej choroby Obydwoje byli nałogowymi palaczami, a czas wolny spędzali na równie nałogowej grze w szachy. Nie mieli telewizora. Żyli na pograniczu ubóstwa, np. w roku 1981 trzech gości z Polski poczęstowali trzema filiżankami herbaty, trzema plastrami sera żółtego i trzema plastrami szynki. Co najmniej raz odwiedziła ich mieszkająca w Polsce córka Mackiewicza, Halina.
W roku 1981 paryska Kultura przyznała nagrodę im. Zygmunta Hertza Józefowi Mackiewiczowi, co miało także istotny wymiar finansowy. W napisanym przez Gustawa Herlinga-Grudzińskiego uzasadnieniu stwierdzono, że nagroda nie dotyczy publicystyki, którą uznano za „niepoczytalną”. Mackiewicz uznał uzasadnienie za obelżywe i nagrody nie przyjął, pomimo tego że Giedroyc usiłował załagodzić sprawę i namawiał go do zmiany stanowiska. Istniejące już niemieckie tłumaczenia kolejnych książek Mackiewicza w pierwszej połowie lat 80. nie mogły znaleźć drogi do wydawcy, mimo że starał się o nie Gotthold Rhode. Nie wiadomo, czy Mackiewicz był świadom eksplozji swojej popularności w Polsce, kiedy po roku 1982 masowo wydawany był przez wydawnictwa bezdebitowe. W połowie grudnia 1984 przeszedł udar; nie odzyskał już przytomności.
Pochowany został wraz z żoną Barbarą w kolumbarium polskiego kościoła św. Andrzeja Boboli w Londynie.

## Konflikt o prawa autorskie
Po śmierci pisarza prawa autorskie do jego książek na podstawie testamentu uzyskała żona, która następnie przekazała je jego długoletniej wydawczyni, Ninie Karsov-Szechter (szerzej o sprawie piszą Jacek Trznadel oraz Włodzimierz Bolecki). Pomiędzy testamentem Mackiewicza dla Barbary Toporskiej i testamentem Barbary Toporskiej dla Niny Karsov istniał jeszcze jeden testament Józefa Mackiewicza. Podała go do wiadomości publicznej Barbara Toporska po śmierci Józefa Mackiewicza w marcu 1985. Jego zawartość nigdy nie została unieważniona przez żaden dokument, a zwłaszcza przez Barbarę Toporską, która go ogłosiła w swoim „Oświadczeniu z marca 1985 roku”:
Zgodnie z wolą zmarłego Józefa Mackiewicza upoważnia się wszelkie nielegalne wydawnictwa w PRL, do przedrukowywania jego książek, pod zasadniczym warunkiem niedokonywania żadnych skrótów, adiustacji, ani też opatrywania ich wstępami, komentarzami itp. […] Z prośbą o przedrukowanie we wszystkich pismach (Barbara Toporska, „Kultura”, Paryż, marzec 1985).
Prawa do drugoobiegowych wydań krajowych przekazał listownie swojej córce Halinie (która jednak, w czasie stanu wojennego, spaliła go z obawy przed rewizją, gdyż list zawierał nazwiska osób z konspiracji). Jednak po 1989 r. Nina Karsov-Szechter zachowała wszelkie prawa i nie zezwala na oficjalne wydania krajowe, tłumacząc to „wolą zmarłego” jej przekazaną i konsekwentnie wytacza procesy każdemu, kto bez jej zgody publikował szersze fragmenty jego dzieł. Równocześnie opublikowała w swoim londyńskim wydawnictwie „Kontra” trzydzieści sześć tomów „Dzieł” Józefa Mackiewicza, które są dostępne w niektórych księgarniach w Polsce, a także w polskich księgarniach internetowych i obejmują zarówno książki wydane w Polsce przed wojną oraz na emigracji, jak i zbiory artykułów z całego okresu twórczości, a także listy oraz odnalezione, a nie publikowane wcześniej teksty. W Polsce kolportażem książek Mackiewicza wydawanych przez „Kontrę” zajmuje się BDM.
W sierpniu 2006 sąd potwierdził prawo Niny Karsov do spuścizny po pisarzu, córka złożyła apelację. 19 sierpnia 2008 roku apelacja została oddalona, zaś orzeczenie I instancji, wedle którego schedę po pisarzu otrzymuje Nina Karsov-Szechter zostało utrzymane w mocy.
W 1997 r. w Polsce ukazało się pierwsze wydanie polskiego tekstu dzieła pisarza poświęconego zbrodni katyńskiej, z dodaniem artykułów, które opublikował na temat Katynia. Książka nosi tytuł: Katyń. Zbrodnia bez sądu i kary. Ze względu na sprzeciw właścicielki praw autorskich sąd nakazał wycofanie książki z księgarń, lecz jej wydanie w „Zeszytach Katyńskich” jest dostępne w Internecie. Książka Józefa Mackiewicza o Katyniu ukazała się w wydawnictwie „Kontra” w 2009 jako 19. tom „Dzieł” – pod tytułem Sprawa mordu katyńskiego. W 2012 sąd uznał (i potwierdził w 2013), że wydanie książki Katyń. Zbrodnia bez sądu i kary w 1997 nie naruszyło praw autorskich, gdyż w przypadku tego dzieła prawa autorskie należą do córki pisarza – Haliny Mackiewicz, albowiem za życia autora publikacja ta nie ukazała się w języku polskim.
Kwestia praw autorskich i polityki wydawniczej dotyczącej Józefa Mackiewicza od ponad 20 lat budzi kontrowersje. Zdaniem jednych, Karsov skutecznie dąży do wyeliminowania lub przynajmniej ograniczenia obecności autora na polskim i międzynarodowym rynku księgarskim. Wśród sugerowanych powodów są np. jej powinowactwo z Adamem Michnikiem, związki z komunistycznymi służbami, czy sekciarskie przekonanie, że komunizm w Polsce się nie skończył. Karsov krytykowali lub krytykują m.in. Edward Dusza, Grzegorz Eberhardt, Mirosława Kruszewska, Stanisław Michalkiewicz, Elżbieta Morawiec, Andrzej Nowak, Marek Nowakowski, Włodzimierz Odojewski, Kazimierz Orłoś, Jacek Trznadel, Maciej Urbanowski i Rafał A. Ziemkiewicz. Zdaniem innych, to właśnie dzięki Karsov książki Mackiewicza są dostępne w Polsce, a jej wydawnictwo systematycznie publikuje kolejne nieznane teksty i w profesjonalny, kompetentny sposób edytuje dzieła pisarza. Wśród zwolenników tej interpretacji są m.in. Włodzimierz Bolecki, Sławomir Cenckiewicz, Adam Hlebowicz, Wacław Lewandowski i Dariusz Rohnka.

## Twórczość
- 1931 – Pan poseł i Julia (sztuka teatralna napisana wspólnie z Kazimierzem Leczyckim)
- 1933 – Wileńska powieść kryminalna (czterech autorów), ponowne wydanie 1995
- 1936 – 16-go między trzecią i siódmą (zbiór opowiadań)
- 1938 – Bunt rojstów
- 1942 – Prawda w oczy nie kole (najpewniej 1943[142]), tłum. Tiesa akių nebado (Vilnius 2016)
- 1944 – Optymizm nie zastąpi nam Polski
- 1946 – Azerbejdżan (pod pseudonimem „Jusup Jancza”)[143]
- 1948 – Zbrodnia katyńska w świetle dokumentów z przedmową gen. Władysława Andersa[144][145]
- 1949 – Katyn – Ungesühntes Verbrechen, tłum. The Katyn Wood Murders (London 1951, New York 1952), Il massacro della foresta di Katyn (Roma 1954), Las fosas de Katyn (Madrid 1957), Катынь (London 1988), A Katyni tömeggyilkosság (Budapest 2011)
- 1955 – Droga donikąd (powieść), tłum. Der Weg ins Nirgendwo (Munchen 1957), Le chemin qui ne mène nulle part (Paris 1962), The Road to Nowhere (London 1962, Chicago 1964), Kelias į niekur (Vilnius 2009)
- 1955 – Karierowicz (powieść)
- 1957 – Dno nieba (książka wydana w Polsce pod nazwiskiem Romana Lutosławskiego; trzecie wydanie ukazało się pod tytułem „Przez północ do tropików”)
- 1957 – Kontra (powieść), ponowne wydanie 1981, 1983, 1988, 1989, 1993, 2003, tłum. Tragödie an der Drau (Munchen 1957, Munchen 1988, Frankfurt a/M 1992)
- 1962 – Sprawa pułkownika Miasojedowa (powieść), tłum. Der Oberst (Munchen 1967), El Coronel (Barcelona 1974), L’Affaire du colonel Miassoïedov (Paris 2020)
- 1962 – Zwycięstwo prowokacji, tłum. Sieg der Provokation (Munchen 1964), Победа провокации (London 1983)
- 1964 – Pod każdym niebem (zbiór opowiadań)
- 1965 – Lewa wolna (powieść)
- 1969 – Nie trzeba głośno mówić (powieść), ponowne wydanie 1980, 1985, 1993, 2017, tłum. Nereikia garsiai kalbėti (Vilnius 2015), Nu trebuie să vorbeşti cu voce tare (Cluj-Napoca 2022)
- 1972 – W cieniu krzyża, tłum. In the Shadow of the Cross (New York 1973), A la sombra de la cruz (Mexico 1973)
- 1975 – Watykan w cieniu czerwonej gwiazdy
- 1984 – Droga Pani… (książka zawiera teksty Józefa Mackiewicza oraz Barbary Toporskiej)
- 1984 – Fakty, przyroda i ludzie, ponowne wydanie 1990, 1993, 2008
- 1989 – Ściągaczki z szuflady Pana Boga (wybór opowiadań)
- 1997 – Katyń. Zbrodnia bez sądu i kary
- 2001 – Bulbin z jednosielca. Opowiadania i artykuły z lat 1922–1936
- 2002 – Okna zatkane szmatami. Opowiadania i artykuły z lat 1937–1938
- 2003 – Nudis verbis. Artykuły i reportaże z lat 1939–1949
- 2009 – Józef Mackiewicz. Listy, opracowania, wspomnienia, oprac. Zbigniew S. Siemaszko
- 2009 – Sprawa mordu katyńskiego. Ta książka była pierwsza
- 2010 – Listy do redaktorów „Wiadomości” (tom zawiera listy Mackiewicza oraz Barbary Toporskiej)
- 2015 – Wieszać czy nie wieszać? (wybór artykułów z lat 1950–1959)
- 2015 – Tajemnica żółtej willi i inne opowiadania
- 2015 – Listy do i od Redakcji „Kultury”
- 2015 – Szabla i pałka gumowa (wybór artykułów z lat 1960–1967)
- 2015 – Wielkie tabu i drobne fałszerstwa (wybór artykułów z lat 1968–1985)
- 2017 – Listy (książka zawiera listy Józefa Mackiewicza, Barbary Toporskiej oraz Pawła Jankowskiego)
- 2017 – Nudis verbis. Suplement (książka zawiera tekst pierwszego numeru czasopisma „Alarm”, wydawanego przez Józefa Mackiewicza i Barbarę Toporską w Warszawie, w roku 1944)
- 2019 – Listy (tom zawiera listy Józefa Mackiewicza, Barbary Toporskiej oraz Juliusza Sakowskiego)
- 2019 – Listy (tom zawiera listy Józefa Mackiewicza, Barbary Toporskiej, Michała Chmielowca i Ireny Chmielowcowej)
- 2019 – Listy (tom zawiera listy Józefa Mackiewicza, Barbary Toporskiej oraz Janusza Kowalewskiego)
- 2019 – Gest rycerskiej tradycji (wybór felietonów)
- 2021 – Najstarsi tego nie pamiętają ludzie (wybór artykułów i felietonów)
- 2021 – Nie wychylać się! (wybór artykułów i felietonów)
- 2021 – Wrzaski i bomby (wybór artykułów i felietonów)
- 2022 – Listy (tom zawiera listy Józefa Mackiewicza, Barbary Toporskiej i Michała Pawlikowskiego)
- 2022 – Wielka Niewiadoma. Listy do i od różnych osób
- 2024 – Listy (listy pisarza do Rosjan antykomunistów)

## Nagrody dla Józefa Mackiewicza
- 1955 – Nagroda „Najulubieńszy pisarz czytelników „Wiadomości” (nagrodę fundowała firma „Tazab” z Londynu”) – drugie miejsce; (na pierwszym był brat JM – Stanisław)
- 1961 – Nagroda im. Herminii Naglerowej Związku Pisarzy Polskich na Obczyźnie „za twórczość powieściową na emigracji”
- 1963 – Nagroda im. Anny Godlewskiej (Zurych)
- 1964 – Nagroda londyńskich „Wiadomości” w konkursie na szkic – drugie miejsce JM za tekst „Wielkie arrangement”
- 1966 – Nagroda Literacka ufundowana przez firmę Tazab za nowelkę „Ballada o nowym sterniku”
- 1968 – Nagroda londyńskich „Wiadomości” za artykuły drukowane na łamach pisma w 1968 r.
- 1969 – Nagroda Literacka ufundowana przez firmę Tazab – „najznakomitsze opisy krajobrazu i przyrody północno-wschodnich Ziem Utraconych”
- 1970 – Nagroda Stowarzyszenia Lotników Polskich w Brazylii
- 1971 – Prezydent Rzeczypospolitej Polskiej August Zalewski odznaczył JM Krzyżem Komandorskim Orderu Polonia Restituta
- 1971 – Nagroda Koła Przyjaciół Józefa Mackiewicza za książkę „Lewa wolna”
- 1972 – Nagroda Fundacji Alfreda Jurzykowskiego (Nowy Jork) „w dziedzinie literatury”
- 1973 – Nagroda nowojorskiego wydawnictwa „Contra” za „Drogę donikąd”
- 1980 – Nagroda Literacka ufundowana przez firmę Tazab „dla najniezależniejszego pisarza polskiego na emigracji”
- 1981 – Nagroda Literacka im. Zygmunta Hertza przyznawana przez redakcję paryskiej „Kultury” (Józef Mackiewicz odmówił przyjęcia nagrody z powodu wykluczenia w laudacji publicystyki JM – „którą eufemistycznie określić można jako popis niepoczytalności przystrajającej się w piórka «czystego i niezłomnego antykomunizmu»”)
- 1981 – Nagroda Towarzystwa Krzewienia Nadziei w Chicago za książkę „Droga donikąd”
- 1984 – Nagroda Miesięcznika „Arka” „za twórczość prozatorską ze szczególnym uwzględnieniem powieści wydanych ostatnio w kraju: Droga donikąd, Nie trzeba głośno mówić, Fakty, przyroda i ludzie”

## Upamiętnienie
Corocznie 11 listopada od 2002 przyznawana jest w Warszawie Nagroda Literacka im. Józefa Mackiewicza.
Józef Mackiewicz został patronem Szkoły Podstawowej nr 6 im. Józefa Mackiewicza we Wrocławiu. Jego imię zostało nadane w dniu 31 stycznia 2005 r., w dwudziestą rocznicę śmierci pisarza.
W roku 2013 na rodzinnym wileńskim domu Mackiewiczów odsłonięto dwujęzyczną tablicę, upamiętniającą Stanisława i Józefa.
Uchwałą Sejmu RP IX kadencji z 29 października 2021, zmienioną 17 listopada 2021, zdecydowano o ustanowieniu roku 2022 Rokiem Józefa Mackiewicza. Patronowi roku 2022 poświęcono wydanie specjalne Kroniki Sejmowej oraz wydawnictwa Znad Wilii w Wilnie.
29. Festiwal Międzynarodowe Spotkania Poetyckie „Maj nad Wilią” 2022 w Wilnie został poświęcony osobie Józefa Mackiewicza i debacie… o prawdzie w poezji, jej roli dzisiaj – pod hasłem „Jedynie prawda jest ciekawa”.
Poczta Polska wyemitowała 1 kwietnia 2022 r. znaczek pocztowy upamiętniający Józefa Mackiewicza, o nominale 30 gr. Znaczek wydrukowany został w nakładzie wielomilionowym, w technice rotograwiury, na papierze fluorescencyjnym. Autorem projektu znaczka był Jacek Konarzewski.
W roku 2022 fundacja „Wileńszczyzna” otworzyła jako Dom Pracy Twórczej wyremontowany dom Mackiewicza i Toporskiej w Czarnym Borze, zakupiony w stanie ruiny 9 lat wcześniej. Barbara Jundo-Kaliszewska z Uniwersytetu Łódzkiego, kustosz pamięci i spuścizny literackiej Józefa Mackiewicza, w domu tym prowadzi cykliczne programy pt. „Rozmowy w Mackiewiczówce”.
W roku 2023 w wileńskim Zaułku Literackim odsłonięto tablicę upamiętniającą Józefa Mackiewicza; zawiera ona także (tylko w języku polskim) motto „jedynie prawda jest ciekawa”. Tablica jest dziełem miejscowego rzeźbiarza, Rafała Pieślaka
Tablica umieszczona w  2024 w parku pałacowym w Białowieży, na fragmencie muru bramy pałacowej dawnego pałacu carskiego,  z grafiką przedstawiającą dzięcioła trójpalczastego i fragmentem tekstu Józefa Mackiewicza.

## Książki o Józefie Mackiewiczu
- Bohdan Sałaciński (ps. Andrzej Pomian): Sprawa Józefa Mackiewicza [maszynopis powielany], 1964
- W obronie prawdy historycznej. Głosy i opinie o książce „Lewa wolna”, 1966
- Pod pręgierzem, 1971
- Maria Winiarska: Czterej polscy pisarze emigracyjni i bibliografia ich dzieł [Herling, Hłasko, Mackiewicz, Miłosz], 1976
- Wit Tarnawski: Od Gombrowicza do Mackiewicza, 1980
- Maria Zadencka: Twórczość prozatorska i publicystyczna Józefa Mackiewicza. Próba monografii, 1986
- Włodzimierz Bolecki: Jedynie prawda jest ciekawa…, 1987 [broszura dotyczy nie tylko Józefa Mackiewicza]
- Jan Maria Rokita: Myślenie polityczne w cieniu Józefa Mackiewicza, 1988
- Nieładnie, nieładnie panie Surdykowski, po prostu obrzydliwie, 1988 [teksty Surdykowskiego, Trznadla, Orłosia i Boleckiego]
- Michał Spis (Łukasz Plesnar): Trzeba głośno mówić, czyli o Józefie Mackiewiczu piórem antykomunisty, 1989
- Jacek Kozieł: O Józefie Mackiewiczu – piórem sympatyka, 1989
- Nad twórczością Józefa Mackiewicza, szkice pod red. Marka Zybury, 1990
- Włodzimierz Bolecki: Ptasznik z Wilna (wydanie trzecie rozszerzone), 2013; (poprzednie wydania: 1991, 2007)
- Włodzimierz Bolecki: Wyrok na Józefa Mackiewicza, 1991
- Maria Zadencka: W poszukiwaniu utraconej ojczyzny… [Mackiewicz, Miłosz i inni], 1995
- Adam Fitas: Model powieści Józefa Mackiewicza, 1996
- Dariusz Rohnka: A ja przeciwnie… Szkice o Józefie Mackiewiczu, 1997
- Barbara Truchan: Józef Mackiewicz w mej pamięci, 1998 [książka zawiera m.in. listy Mackiewicza]
- Wacław Lewandowski: Józef Mackiewicz. Artyzm. Biografia. Recepcja, 2000
- Michał Bąkowski: Votum separatum, 2000
- Alina Prądzyńska: Józef Mackiewicz: studium biobibliograficzne, 2001
- „Józef Mackiewicz: życie, twórczość, nagroda”, 2002
- Archiwum Emigracji, zeszyt 5-6; Toruń 2002/2003
- Jan Zieliński: Rekontra i inne mackiewicziana, 2004
- Grzegorz Eberhardt: Pisarz dla dorosłych (wydanie trzecie rozszerzone), 2013; (poprzednie wydania: 2008, 2010)
- Janusz Goćkowski: „Lewa wolna”, czyli „nie trzeba głośno mówić”. Światopogląd kontrrewolucjonisty, 2008
- Zbigniew S. Siemaszko: Józef Mackiewicz. Listy, opracowania, wspomnienia, 2009
- Henryk F. Sporoń: Józef Mackiewicz: pisarz objęty polityczną klątwą za głoszenie historycznej prawdy, zwłaszcza tej o Katyniu…, 2009
- Józef Mackiewicz i krytycy (antologia tekstów), Marek Zybura (red.), 2010
- Zmagania z historią. Życie i twórczość Józefa Mackiewicza i Barbary Toporskiej. Materiały z konferencji w Muzeum Polskim w Rapperswilu, 2011
- Grzegorz Łukomski: Józef Mackiewicz (1902–1985): intelektualista u źródeł antykomunizmu ideowego, 2011, 2019
- Zwischen (Sowjet-)Russland und Deutschland: Geschichte und Politik im Schaffen von Józef Mackiewicz (1902–1985) / Hrsg. von Krzysztof Ruchniewicz und Marek Zybura, 2012
- Józef Mackiewicz (1902–1985): świadek „krótkiego stulecia”: studia i materiały pod red. Krzysztofa Ruchniewicza i Marka Zybury, 2013
- Kazimierz Orłoś: Dzieje dwóch rodzin. Mackiewiczów z Litwy i Orłosiów z Ukrainy, 2015
- Jacek Bartyzel: Stanisław i Józef Mackiewiczowie – litewscy szlachcice i polscy pisarze, 2016
- Adam Fitas: Tylko prawda jest ciekawa. O twórczości Józefa Mackiewicza, 2019
- Adam Fitas: Patriota pejzażu. Studia i szkice do portretu Józefa Mackiewicza, 2019
- Katarzyna Bałżewska: Przestrzenie totalitarnego zniewolenia. Doświadczenie wojny i okupacji w twórczości Józefa Mackiewicza, 2020
- Kazimierz Maciąg: Sam jeden. Józef Mackiewicz – pisarz i publicysta, 2021
- Jedynie prawda jest ciekawa… Józef Mackiewicz i jego dziedzictwo. Studia i szkice, red. Małgorzata Ptasińska, 2024
- Sam jeden i inni. Wrocławskie odczytania twórczości Józefa Mackiewicza, red. Małgorzata Misiak, 2024
- Jedynie Prawda jest Ciekawa, dwumiesięcznik wydawany od 2024
- Katarzyna Bałżewska: Miejsca i rzeczy. Szkice o twórczości Józefa Mackiewicza, 2024
- Katarzyna Bałżewska: Józef Mackiewicz a tradycja romantyczna, 2025
- Leonard Drożdżewicz: Śladami Ks. Michała Sopoćki i Józefa Mackiewicza, 2014

## Filmy dokumentalne o Józefie Mackiewiczu
W 1996 w Telewizji Polskiej po raz pierwszy wyemitowano film dokumentalny Jedynie prawda jest ciekawa, poświęcony Józefowi Mackiewiczowi (reżyseria Robert Kaczmarek, scenariusz Włodzimierz Bolecki).
W 2007 powstał film Errata do biografii – Józef Mackiewicz w reżyserii Grzegorza Brauna (25 min), jeden z cyklu filmów dokumentalnych odsłaniających nieznane, przemilczane bądź zafałszowane fakty z biografii polskich pisarzy.
W 2022 w Instytut Pamięci Narodowej wyprodukował film fabularny Czarny sufit w reżyserii Arkadiusza Biedrzyckiego; jest to stylizowany na paradokument zapis fikcyjnej wizyty Jerzego Giedroycia w domu Mackiewiczów w Monachium, w roku 1968.
Józef Mackiewicz w oczach Romualda Mieczkowskiego, pisarza z Wilna, zrealizowany przez Piotra Kitrasiewicza – stanowi portret patrona literackiego Roku 2022.

## Genealogia
| Bolesław Mackiewicz 1831-? | Bolesław Mackiewicz 1831-? |                             |                             | Wilhelmina Antoniewicz 1827-? | Wilhelmina Antoniewicz 1827-? |  |  | Ksawery Pietraszkiewicz 1814–1887 | Ksawery Pietraszkiewicz 1814–1887 |                                 |                                 | Teofila Górska ?–1902 | Teofila Górska ?–1902 |
|                            |                            |                             |                             |                               |                               |  |  |                                   |                                   |                                 |                                 |                       |                       |
|                            |                            |                             |                             |                               |                               |  |  |                                   |                                   |                                 |                                 |                       |                       |
|                            |                            | Antoni Mackiewicz 1860–1914 | Antoni Mackiewicz 1860–1914 |                               |                               |  |  |                                   |                                   | Maria Pietraszkiewicz 1874–1932 | Maria Pietraszkiewicz 1874–1932 |                       |                       |
|                            |                            |                             |                             |                               |                               |  |  |                                   |                                   |                                 |                                 |                       |                       |
|                            |                            |                             |                             |                               |                               |  |  |                                   |                                   |                                 |                                 |                       |                       |
|                            |                            |                             |                             |                               |                               |  |  |                                   |                                   |                                 |                                 |                       |                       |

| 1 Antonina KopańskaOO 1900–1973 | 1 Antonina KopańskaOO 1900–1973 | 2 Wanda Żyłowska 1897–1942 | 2 Wanda Żyłowska 1897–1942 | Józef Mackiewicz 1902–1985 | Józef Mackiewicz 1902–1985 | 3 Barbara ToporskaOO 1913–1985 | 3 Barbara ToporskaOO 1913–1985 |  |  |
|                                 |                                 |                            |                            |                            |                            |                                |                                |  |  |
|                                 | 1                               |                            | 2                          |                            |                            |                                |                                |  |  |
| Halina Mackiewicz 1925–2024     | Halina Mackiewicz 1925–2024     | Idalia Żyłowska 1931–1998  | Idalia Żyłowska 1931–1998  |                            |                            |                                |                                |  |  |

## Inne związki rodzinne
Mackiewicz spokrewniony był z kilkoma znanymi osobami:
- brat Stanisław Mackiewicz (1896–1966) był jednym z najbardziej znanych publicystów II Rzeczypospolitej, monarchistą, w okresie powojennym krótko premierem polskiego rządu emigracyjnego w Londynie. Jego starsza córka i bratanica Józefa Barbara (1921-1994) była matką znanego fotografa, Ryszarda Rzepeckiego (1941-2009). Jego młodsza córka Aleksandra (1926–2011), znana jako Aleksandra Niemczykowa, była autorką licznych prac z zakresu bibliotekoznawstwa. Jej syn z drugiego małżeństwa to działacz opozycji, oficer UOP, publicysta Piotr Niemczyk (ur. 1960).
- siostra Seweryna Mackiewicz (1900–2002) wyszła za Henryka Orłosia (1896–1983), potem znanego mykologa i profesora, autora wielu prac naukowych. Synem Seweryny jest Kazimierz Orłoś (ur. 1935), siostrzeniec Mackiewicza, znany pisarz, publicysta i scenarzysta. Tenże Kazmierz z kolei jest ojcem dziennikarza i prezentera Macieja Orłosia (ur. 1960).
- stryjna (siostra ojca) Stefania Mackiewicz (także Stefanija Mackevičiūtė, 1860–1944) wyszła za nacjonalistycznego litewskiego polityka Vincasa Matulaitisa (1860–1935). Ich młodsza córka i kuzynka Mackiewicza Gražina Matulaitytė(inne języki) (1899–1993) była znaną śpiewaczką operową. Ich starsza córka i kuzynka Mackiewicza, Vicenta Matulaitytė (1896–1987), wyszła za mąż za znanego litewskiego polityka Stasysa Lozoraitisa (1898–1983). Ich synami z kolei byli litewscy politycy Stasys Lozoraitis jr (1924–1994) oraz Kazys Lozoraitis (1929–2007). Jedyny syn Stefanii i Vincasa, a jednocześnie kuzyn Józefa, Jurgis Matulaitis, ożenił się z Alicją Pożerską (1910-2002); pod nazwiskiem Alicja Pomian-Pożerska stała się ona znana jako poetka, publicystka i działaczka.
- stryjna (siostra ojca) Wilhelmina Mackiewicz (także Vilhemina Mackevičiūtė, 1867–1962) wyszła za komunistycznego litewskiego polityka Stasysa Matulaitisa (1866–1956). Ich córka i kuzynka Mackiewicza, Katru Matulaitytė(inne języki) (także Кацярына Станіславаўна Матулайціс, 1900–1938) była historykiem. Wyszła za mąż najpierw za Romana Pillar von Pilchau (1895–1937), wysokiego funkcjonariusza GPU, a potem za litewskiego komunistę Karolisa Požėlę (1896–1926).
- wuj Mackiewicza (brat matki) Adam Pietraszkiewicz (1863–1917) był wysokim oficerem armii austro-węgierskiej, od roku 1913 generałem, oraz nominalnym dowódcą II Legionu Polskiego (faktycznie nie objął dowództwa).
- ciotka (siostra matki) Anna Pietraszkiewicz (1877–1934) była matką Jerzego Brykczyńskiego (1916–2012), kuzyna Mackiewicza, członka ROPCiO i działacza opozycji demokratycznej w Polsce.